# James Cockle
Sir James Cockle (1819-1895) va ser un jurista i matemàtic anglès.

## Vida i Obra
Després dels seus estudis secundaris a bones escoles (entre elles la Charterhouse School), Cockle va ingressar en el Trinity College (Cambridge) el 1837. Es va graduar el 1841 com trenta-tercer wrangler; malgrat aquesta baixa puntuació en matemàtiques, va obtenir el seu doctorat el 1845. El 1838 havia estat admès al Middle Temple i el 1846 va començar a exercir com advocat a la cort.
Malgrat les seves obligacions familiars (va tenir nou fills) i professionals, Cockle sempre va deidcar-se a les matemàtiques. Durant els anys 50s va publicar més de cinquanta articles de matemàtiques pures a diferents revistes, sobre tot sobre solucions finites d'equacions algebraiques.
El 1863 va ser nomenat president del Tribunal Suprem de Queensland (actualment Austràlia), des de on va continuar amb la seva activitat científica, arribant a ser durant quinze anys el president de la Societat Filosòfica de Queensland.
El 1878 va tornar a Anglaterra, on va presidir de 1886 a 1888 la Societat Matemàtica de Londres.